# 中國文學批評史
中國很早就有文學批評。批评是评论的意思，范晔《狱中与诸甥侄书》稱“详观古今著述及评论，殆少可意者。”颜之推《家训·文章篇》亦稱“学为文章，先谋亲友，得其评论，然后出手。”中國文學批評自成一體，例如曹丕的《典论·论文》提到“文气”说。刘勰的《文心雕龙》則是一部有系統的評論專著。钟嵘的《诗品》是一部诗论专著。

## 先秦
孔子力主“诗教”，《礼记·经解篇》：“孔子曰：入其国，其教可知也。其为人也温柔敦厚，诗教也。”孔颖达解释說：“温，谓颜色温润；柔，谓性情和柔。诗依违讽谏，不指切事情，故曰温柔敦厚诗教也。”

## 漢朝
刘安評價《离骚》稱：“昔在孝武，博览古文，淮南王安叙《离骚传》，以《国风》好色而不淫，《小雅》怨悱而不乱，若《离骚》者，可谓兼之。蝉蜕浊秽之中，浮游尘埃之外，皦然泥而不滓。推此志也，虽与日月争光可也。”
曹丕的《典论·论文》提到“文以气为主，气之清浊有体，不可力强而致。譬诸音乐，曲度虽均，节奏同检，至于引气不齐，巧拙有素，虽在父兄，不能以移子弟。”郭绍虞说：“这里所谓‘气’是指才气说的”
南朝時又有“聲律說”。《宋书·谢灵运传》提到：“夫五色相宣，八音协畅，由乎玄黄律吕，各适物宜，欲使宫羽相变，低昂互节，若前有浮声，后有切响。一简之内，音韵尽殊；两句之中，轻重悉异。妙达此旨，始可言文。”沈约还提出诗歌创作中的“八病”问题，即：平头、上尾、蜂腰、鹤膝、大韵、小韵、旁纽、正纽。

## 六朝

### 興起原因
六朝文學批評的興盛，受前代有關文學的言論，以及東漢末年品評人物的清議風氣的影響。魏晉時代是文學自覺時代，而在南北朝時代，文學觀念日益明晰，文學形式日益講求，論文的專家和專書應運而生。
魏晉時儒家衰微，文學的作用不再是闡發經義。當時玄學興盛，玄學強於思辯，思維能力加強，有助於文學批評的發展。玄學重主體，著重才性、審美、個體人格和精神自由，給文學批評注入新的活力。玄學逐漸與佛教合流，佛教重神妙與頓悟，也有助於主體意識與個體精神的張揚。
六朝時文學創作發達，促進文學批評的發展。當時文學作品繁富，需要評選，故文評之風大盛。而且文學體裁日益豐富，語言技巧日益講究，於是推動文學批評於文體風格、寫作技巧等問題的探討。此外，當時的文學作品出現了唯美主義、形式主義的弊病，因此引來文學批評。
魏晉時代，中央集權已成強弩之末，世家大族不再受皇權控制，其經濟也因莊園經濟而得以自主，因此有充裕的時間及充分的自由從事文學創作與鑒賞。

### 南朝文學批評的成就
南朝產生了經典性的文評鉅著。南朝文學批評所討論的問題，既不囿於傳統的思想，又能啟發後來的文學批評家，可說是空前啟後。南朝的文學批評家開始採用多種不同的批評方法，如歷史的批評、比較的批評、推理的批評、歸納的批評、審美的批評、判斷的批評、考證的批評等。
南朝的文學批評家才真正是純粹的文評家，而不是作家兼批評家（如曹丕、曹植）、學者兼批評家（如王充、葛洪）、選家兼批評家（如摯虞、李充）。由於是純粹的文學批評家，態度較為持平。

## 唐朝
白居易提出“美刺比兴”说，“刺”是讽刺的意思。皮日休也说：“诗之美也，闻之足以观乎功；诗之刺也，闻之足以戒乎政。”白居易之詩文平易近人，老妪能解，反映现实，反映民間疾苦，“救济人病，裨补时阙”，他本人提出“文章合为时而著，歌诗合为事而作”的主张。
李翱在《祭吏部韩侍郎文》中说：“建武以还，文卑质丧。气萎体败，剽剥不让。拔去其华，得其本根。开合怪骇，驱涛涌云。包刘越赢，并武同殷。六经之风，绝而复新。学者有归，大变于文。”
司空图的“象外之象”“味外之旨”说是繼承自唐代皎然的“采奇于象外”與刘禹锡“境生于象外”。司空图可能還著有《二十四诗品》，王士祯最喜歡“不着一字，尽得风流”一句，他说此八字，道出了诗歌创作的“个中三昧”。

## 宋朝
欧阳修的“穷而后工”论見於《梅圣俞诗集序》中说：“予闻世谓诗人少达而多穷。夫岂然哉？盖世所传诗者，多出于古穷人之辞也。凡士之蕴其所有，而不得施于世者，多喜自放于山巅水涯。外见虫鱼草木风云鸟兽之状类，往往探其奇怪，内有忧思感情之郁积，其兴于怨刺，以道羁臣寡妇之所叹，而写人情之难言，盖愈穷而愈工。然则非诗之能穷人，殆穷者而后工也。”
蘇軾力主“貫道說”，即蘇軾所云“吾所為文必與到俱”的意思。
江西诗派之名起于吕本中的《江西诗社宗派图》，以黄庭坚为主，其詩友有陈师道、潘大临、谢逸、洪刍等人。方回《瀛奎律髓》倡“一祖三宗”之说：稱杜甫为一祖，黄庭坚、陈师道、陈与义为三宗。
严羽的《沧浪诗话》力主“妙悟”说、“兴趣”说。严羽的《沧浪诗话》是一部最有系统之作，它的出现“标志着以诗话形式探讨诗歌艺术理论进入更自觉的阶段”。
朱熹的文學理論基本上都在道德與教化，體現了道學家重道輕文的傾向。程頤更進一步指出作文害道，作文是“玩物喪志”。朱熹痛驳蘇軾的“文以贯道” 之说，他說“这文皆是从道中流出，岂有文反能贯道之理！文是文，道是道，文只如吃饭时下饭耳，若以文贯道，却是把本为末。以末为本，可乎?”，可見朱熹最主“文以载道”。又《朱子语录》：“道者，文之根本；文着，道之枝叶。惟其根本乎道，所以发之于文，皆道也。三代圣贤文章，皆从此心写出。文便是道。”

## 明朝
明朝有前七子李梦阳、何景明、徐祯卿、边贡、王廷相、康海、王九思。后七子气焰高于前七子，李攀龙甚至自夸“微吾竟长夜”，簡直是自比孔子。王世贞晚年颇自悔。
李梦阳力主“文必秦汉，诗必盛唐”，其《缶音集序》稱：“诗至唐，古调亡矣，然自有唐调可歌咏，高者犹足被管弦。宋人主理而不主调，于是唐调亦亡。……宋人主理作理语，于是薄风云月露，一切产去不为，又作诗话教人，人不复知诗矣。诗何尝无理，若专作理语，何不作文而诗为耶？”《怀麓堂诗话》记载：“诗必有具眼，亦必有具耳。眼主格，耳主声。闻琴断知为第几弦，此具耳也；月下隔窗辨五色线，此具眼也。费侍郎廷言尝问作诗，予曰：试取所未见诗，即能识其时代格调，十不失一，乃为有得。费殊不信。一日与乔编修维翰观新颁中秘书。予适至，费郎掩卷问曰：请问，此何代诗也？予取读一篇，辄曰：唐诗也。又问何人？予曰：须看两首。看毕，曰：非白乐天乎？于是二人大笑。启卷视之，盖长庆集，印本不传久矣。”
李渔创作主張“结构第一”、“词采第二”、“音律第三”、“宾白第四”，又提出“立头脑”、“减头绪”、“密针线”之說，他的《闲情偶寄》是中国戏曲理论的集大成者。
何景明批评李夢陽“刻意古范，铸形宿模，而独守尺寸。”何景明《杂言》说：“秦无经，汉无骚，唐无赋，宋无诗。”
唐顺之力主“本色”说。《答茅鹿门知县二》中说：“今有两人，其一人心地超然，所谓具千古只眼人也，即使未尝操纸笔呻吟，学为文章，但直抒胸臆，信手写出，如写家书，虽或疏卤，然绝无烟火酸馅习气，便是宇宙间一样绝好文字；其一人犹然”。
李贽力主“童心說”，指斥道学家的极端虚伪，不过是“欺世盗名”，借“道学以为富贵之资”“被服儒雅，行若狗彘”他們正是“败俗伤世者”。。
袁宏道力主“性靈說”，在《雪涛阁集序》中说：“文之不能不古而今也，时使之也。……唯识时之士，为能堤其潰而通其所必变。夫古有古之时，今有今之时，袭古人语言之迹而冒以为古，是处严冬而袭夏之葛者也。”袁宏道在《答李元善》中说：“文章新奇，无定格式，只要发人所不能发，字法句法调法，一一从自己胸中流出，此真新奇也。”

## 清朝
方苞力主“义法”说，“义即《易》之所谓‘言有物’也，法即《易》之所谓‘言有序’也。”，姚鼐说“似精神不能包括其大处、远处、疏淡处及华丽非常处”。
王士祯力主“神韵说”，渊源自司空图的“味在酸鹹外”和严羽的“興趣說”，“近之不浮，遠之無盡，神到不可湊泊。”。又說：“為詩要先從風致入手，久之要造於平淡。”王士禎在《分甘余話》中提到：“或問‘不著一字。盡得風流’之說。答曰：太白詩‘牛渚西江夜，青天無片雲。登舟望秋月，空憶謝將軍。余亦能高詠，斯人不可聞。明朝挂帆席，楓葉落紛紛。’襄陽（孟浩然）詩‘挂席幾千裡，名山都未逢。泊舟潯陽郭，始見香爐峰。常讀遠公傳，永懷塵外蹤。東林不可見，日暮空聞鐘。’詩至此，色相俱空，正如‘羚羊挂角，無跡可求’，畫家所謂逸品是也。”其理論多見諸於《带经堂诗话》。
章学诚《文史通义·诗话》云：“《诗品》之于论诗，视《文心雕龙》之于论文，皆专门名家，勒为成书之初祖也。《文心》体大而虑周，《诗品》思深而意远；盖《文心》笼罩群言，而《诗品》深从六艺溯流别也。”
沈德潛論詩主張孔子追求“溫柔敦厚”的儒雅詩風，其“格調說”很明顯受到李夢陽等前后七子影響。
袁枚力主“性靈說”，做詩“都因於性靈，不在堆垛。”再看他如下言論：“不學古人，法無一可。竟似古人，何處著我。”“詩有人無我，是傀儡也”“人閑居時一刻不可無古人，落筆時一刻不可有古人。平居有古人，學問方深，落筆無古人，精神始出。”

## 近代
鲁迅《魏晋风度及文章与药及酒之关系》中说：“用近代的文学眼光看来，曹丕的一个时代可说是‘文学的自觉时代’，或如近代所说的是为艺术而艺术的一派。”
朱东润说：“今欲观古人文学批评之所成就，要而言之，盖有六端。自成一书，条理毕具，如刘勰、钟嵘之书，一也。发为篇章，散见本集，如韩愈论文论诗诸篇，二也。甄采诸家，定为选本，后人从此去取，窥其意旨，如殷璠之《河岳英灵2集》，高仲武之《中兴间气集》，三也。亦有选家，间附评注，虽繁简异趣，语或不一，而望表知里，情态毕具，如方回之《赢奎律髓》，张惠言之《词选》，四也。他若宗旨有在，而语不尽传，照乘之光，自他有耀，其见于他人专书，如山谷之说，备见诗眼者为五。见于他人诗文，如四灵之论，见于《水心集》者，六也。此六端外，或有可举，盖不数数觏焉。”